# Девошичи
Девоши́чи (бел. Дзевашычы) — деревня в составе Мощаницкого сельсовета Белыничского района Могилёвской области Республики Беларусь.
До декабря 2012 года входила в состав упразднённого Эсьмонского сельсовета.

## История
Упоминается в 1644 году как деревня в Борисовском старостве Оршанского повета ВКЛ.

## Население
- 2010 год — 58 человек

## Известные жители
- Усс, Виктор Петрович (1922—2011) — председатель колхоза, Герой Социалистического Труда (1966).